# Château de Serveaux
Le château de Serveaux (ou Cerveau) est un château protégé des monuments historiques en 1988. Il est situé à Nueil-les-Aubiers dans le département français des Deux-Sèvres.

## Histoire
Le château a été construit au XVe siècle.
Le logis est inscrit au titre des monuments historiques depuis le 21 décembre 1988.